# Fédération Équestre Internationale

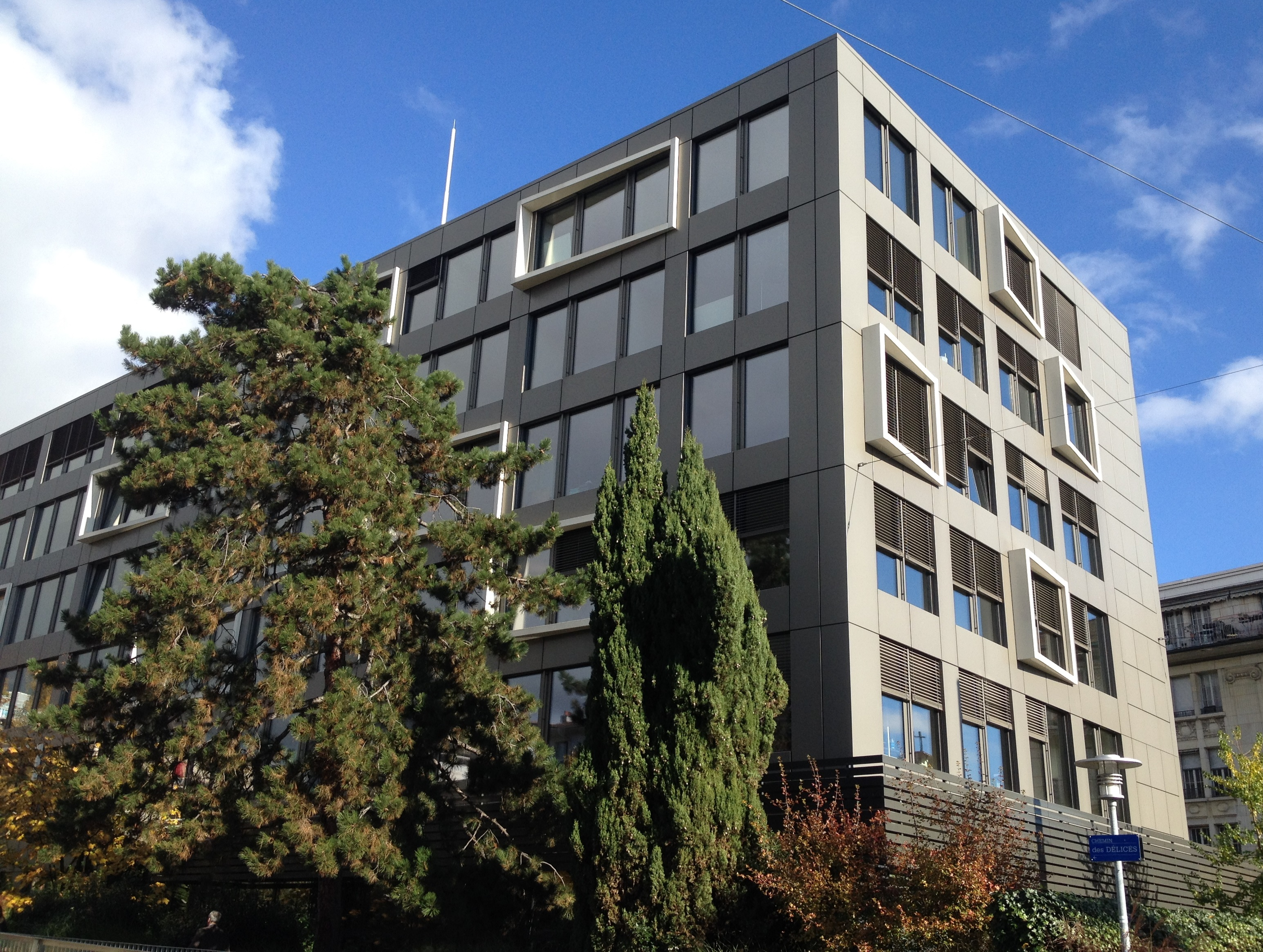
Hoofdkantoor van de FEI

De Fédération Équestre Internationale of FEI is de overkoepelende organisatie van de paardensport. Over de hele wereld worden internationale wedstrijden georganiseerd door de FEI. Het hoofdkantoor is gelegen in Lausanne, Zwitserland en wordt geleid door de Belg Ingmar De Vos.

## Disciplines
De FEI bestuurt acht disciplines wereldwijd:
- dressuur[1]
- endurance[2]
- eventing[3]
- mennen[4]
- para-equestrian
- reining[5]
- springen[6]
- voltige[7]

## Voorzitter
| #  | President                            | Nation              | Term       |
| -- | ------------------------------------ | ------------------- | ---------- |
| 1  | Georges baron du Teil                | Frankrijk           | 1921–1927  |
| 2  | Generaal Gerrit Maris                | Nederland           | 1927–1929  |
| 3  | Majoor Karel Quarles van Ufford      | Nederland           | 1929–1931  |
| 4  | Generaal Guy Henry                   | Verenigde Staten    | 1931–1935  |
| 5  | Max baron Von Holzing-Bertstett      | Duitsland           | 1935–1936  |
| 6  | Majoor Karel Quarles van Ufford      | Nederland           | 1936–1939  |
| 7  | Magnus Rydman                        | Finland             | 1939–1946  |
| 8  | Gaston baron de Trannoy              | België              | 1946–1954  |
| 9  | Prins Bernhard van Lippe-Biesterfeld | Nederland           | 1954–1964  |
| 10 | Prins Philip, hertog van Edinburgh   | Verenigd Koninkrijk | 1964–1986  |
| 11 | Prinses Anne, Princess Royal         | Verenigd Koninkrijk | 1986–1994  |
| 12 | Infanta Pilar, hertogin van Badajoz  | Spanje              | 1994–2006  |
| 13 | Prinses Haya bint Hussein            | Jordanië            | 2006–2014  |
| 14 | Ingmar De Vos                        | België              | 2014–heden |